# Wypadek kolejowy w Manfalut
Wypadek kolejowy w Manfalut – zderzenie pociągu z autobusem szkolnym na przejeździe kolejowo-drogowym w pobliżu egipskiego miasta Manfalut, 300 km na południe od Kairu, które miało miejsce 17 listopada 2012.
Autobusem podróżowało 60 osób – dzieci i opiekunowie, którzy jechali na wycieczkę szkolną. O godzinie 7:00 autobus szkolny wjechał pod pociąg na przejeździe kolejowo-drogowym, na którym nie zamknięto szlabanów. Pojazd został staranowany przez pociąg pasażerski, w wyniku czego zginęło 51 osób, w tym 47 dzieci w wieku od czterech do sześciu lat, dwie opiekunki, kierowca autobusu oraz przechodzień. Rannych zostało 17 osób, w tym kilku pasażerów pociągu. Na miejscu aresztowano dróżnika, który spał w momencie wypadku.
Z powodu wypadku do dymisji podał się minister transportu Muhammad Raszad Al-Matiniu.